# قرار مجلس الأمن التابع للأمم المتحدة رقم 1672
قرار مجلس الأمن التابع للأمم المتحدة رقم 1672، الذي اعتمد في 25 أبريل 2006، بعد أن ذكر بالقرارات 1556 (2004)، 1591 (2005)، 1651 (2005) و1665 (2006) بشأن الوضع في السودان، فرض مجلس الأمن عقوبات سفر وعقوبات مالية على أربعة سودانيين بسبب تورطهم في نزاع دارفور. وهذه هي المرة الأولى التي تُفرض فيها عقوبات على أفراد في المنطقة.
ووقعت الإجراءات التي فرضت بموجب الفصل السابع من ميثاق الأمم المتحدة على الشيخ موسى هلال زعيم ميليشيا الجنجويد المدعومة من الحكومة السودانية في دارفور واللواء محمد الحسن قائد المنطقة العسكرية بغرب السودان. كما تم فرض عقوبات على اثنين من قادة المتمردين: جبريل عبد القرين بدري من الحركة الوطنية للإصلاح والتنمية، وآدم يعقوب شانت، رئيس حركة تحرير السودان.
وفي الوقت نفسه، شدد مجلس الأمن على التزامه بإحلال السلام في دارفور وإنهاء العنف وتنفيذ اتفاق السلام الشامل.
صدر القرار 1672 بأغلبية 12 صوتا وامتناع ثلاث دول عن التصويت من الصين وقطر وروسيا. كان لدى الثلاثة جميعهم تحفظات بشأن تطبيق العقوبات على الأفراد المعنيين.

## روابط خارجية
- نص القرار في undocs.org